# Die Frau des Zoodirektors
Die Frau des Zoodirektors ist ein US-amerikanisches Filmdrama aus dem Jahr 2017. Der Film der neuseeländischen Regisseurin Niki Caro basiert auf dem gleichnamigen Buch der Autorin Diane Ackerman, die dafür ein Tagebuch des damaligen Warschauer Zoodirektors Jan Żabiński und seiner Ehefrau Antonina nutzte, die zusammen während der deutschen Besatzung annähernd 300 Juden vor dem Holocaust retteten.

## Handlung
Dr. Jan Żabiński leitet mit seiner Frau Antonina den Warschauer Zoo, einen der größten Zoos in Europa. Das Ehepaar kümmert sich liebevoll um die Tiere. Doch beim deutschen Überfall auf Polen, mit dem am 1. September 1939 der Zweite Weltkrieg beginnt, wird auch der Zoo von Bomben der Luftwaffe  der Wehrmacht getroffen. Die Anlagen werden zerstört und wilde Tiere laufen frei herum.
Jan macht sich Sorgen um Antonina und den kleinen Sohn Ryszard, doch sie können die Stadt nicht verlassen. Dr. Lutz Heck, der Direktor des Berliner Zoos und Hitlers Chefzoologe, teilt Antonina mit, dass der Zoo liquidiert wird. Er bietet ihr zunächst an, die besten Tiere zu übernehmen, doch bei seinem nächsten Besuch im Winter erschießt er einige Tiere.
Im Oktober 1940 werden die Juden der Stadt ins Warschauer Ghetto gebracht. Die Żabińskis sprechen mit ihren jüdischen Freunden Maurycy Fraenkel und Magda Gross über Szymon Tenenbaums Insektensammlung, die sie im Keller verstecken. Doch Antonina hat noch eine andere Idee: Sie will auch Magda im Haus ein Versteck bieten.
Jan reagiert zunächst wegen der Gefahr skeptisch, doch nachdem Magda zu ihnen gekommen ist, offenbart er sogar einen größeren Plan. Er unterstützt die Heimatarmee, die Juden einen vorübergehenden Unterschlupf bietet, bevor sie in sichere Häuser in anderen Landesteilen gebracht werden. Antonina bezeichnet den Plan als „menschlichen Zoo“, macht aber mit. Das Ehepaar geht zu Heck und schlägt ihm vor, im Zoo eine Schweinezucht zu eröffnen, um die Soldaten zu ernähren. Das Futter für die Tiere soll aus dem Ghetto kommen. Heck träumt außerdem von der Wiederbelebung des ausgestorbenen Auerochsen. Nachdem die Schweine und Bisons im Zoo angeliefert wurden, spricht Antonina davon, dass sie Hecks persönliches Interesse an ihr nutzen will, um ihn zu kontrollieren.
Jan fährt ins Ghetto, um Küchenabfälle einzusammeln. Doch er versteckt dabei Juden in seinem Lastwagen, um sie in den Zoo zu bringen. Er nimmt auch das Mädchen Urszula mit, das nach einer Vergewaltigung durch Nazis traumatisiert ist. Antonina findet langsam einen Zugang zu Urszula, indem sie von ihrer eigenen Kindheit erzählt und dem Kind ein Kaninchen schenkt. Immer mehr Juden kommen zu den Żabińskis. Antoninas Klaviermusik dient am späten Abend als Zeichen, dass die Juden aus dem Versteck kommen können, und tagsüber als Warnung. Insbesondere wenn Heck im Haus ist, wird es gefährlich. Die Żabińskis versuchen auch, einige der Juden in Freiheit zu bringen, indem sie ihnen die Haare bleichen, sodass sie arisch aussehen.
Jan beobachtet, wie sich Antonina und Heck während der Begattung eines Bisons näherkommen. Dann kommt ein Doktor Ziegler zu ihnen und berichtet von Szymons Tod. Ziegler ist Leiter des Arbeitsamts, dessen Gebäude ans Ghetto grenzt. Er weiß vom Engagement der Żabińskis und bietet ihnen an, den Durchgang zu nutzen, um weitere Juden aus dem Ghetto zu bringen. So rettet Jan auch Maurycy.
Im August 1942 beginnt die Räumung des Ghettos. Jan kann nicht verhindern, dass viele Kinder und der Pädagoge Janusz Korczak in einen Zug einsteigen, der zum Konzentrationslager fährt. Zurück im Zoo kommt es zum Streitgespräch des Ehepaars. Jan macht Antonina wegen ihrer Beziehung zu Heck Vorwürfe. Als sie von Angst spricht, weist er darauf hin, dass in der Nähe viele Menschen sterben. Doch Antonina meint, dass das Ehepaar den Nazis ausgeliefert sei.
Im April 1943 werden Roza Anzelowna und ihre Mutter, zwei von den Żabińskis mit hellen Haaren gerettete Frauen, in ihrem neuen Versteck entdeckt und von den Nazis erschossen. Am Abend des 19. April, dem Vorabend von Hitlers Geburtstag, erfahren die Menschen im Zoo von der bevorstehenden Zerstörung des Ghettos im Zusammenhang mit dem dortigen Aufstand. Während die Nazis das Ghetto niederbrennen, zelebrieren die Juden im Versteck einen Seder zum Beginn des Pessach. Später beobachtet Heck einen Streit zwischen Jan und Ryszard. Er stellt den Jungen zur Rede, der behauptet, dass sein Vater in Zalesie sei. Nachdem Heck das Haus verlassen hat, hört er jedoch, wie Ryszard „Hitler ist kaputt“ ruft, einen Spruch, den er im Ghetto gesehen hat.
Später bringt Antonina das Mädchen Teresa zur Welt. Jan beteiligt sich im August 1944 am Warschauer Aufstand. Dabei wird er angeschossen und gefangen genommen.
Im Januar 1945, als die deutschen Truppen den Rückzug vorbereiten, geht Antonina zu Heck, um etwas über den Verbleib ihres Ehemanns herauszufinden. Dieser vermutet jedoch wegen Ryszards Aussage, dass die Żabińskis etwas zu verbergen haben, und deutet an, Antonina zu vergewaltigen. Antonina eilt zurück zum Zoo und kann die versteckten Juden noch schnell in einen Lastwagen bringen, der sie vom Zoo wegbringt, bevor Heck mit anderen Soldaten ankommt. Heck findet im Keller die Zeichnungen, die die Juden an die Wände gemalt haben. In einem Tunnel jagt er Ryszard und er sperrt Antonina in einen Käfig. Er täuscht vor, den Jungen zu erschießen. Dann verlässt er den Zoo endgültig. Antonina und ihr Sohn schließen sich dem Marsch aus Warschau an und lassen dabei einen jungen Bison frei.
Nach der Kapitulation der Wehrmacht arbeiten die Menschen in Warschau im September 1945 am Wiederaufbau der Stadt und Antonina kehrt mit den Kindern zurück in den Zoo, wo sie den treuen Mitarbeiter Jerzyk trifft. Auch der Wiederaufbau des Zoos beginnt. Im folgenden Frühjahr taucht auch Jan auf. Die Żabińskis malen überall im Zoo Davidsterne. Sie haben 300 Juden gerettet und werden 20 Jahre später von Yad Vashem als Gerechte unter den Völkern ausgezeichnet.

## Produktion
Der Film spielt in Warschau, wurde aber in Prag gedreht.
Die Premiere fand am 7. März 2017 in Warschau statt. In den USA war der Film fünf Tage später beim Cinequest Film Festival zu sehen und kam am 31. März in die Kinos. In Deutschland war er nicht im Kino zu sehen, sondern wurde direkt auf DVD veröffentlicht.
Teresa Żabiński erklärte, dass die Verbindung zwischen ihrer Mutter Antonina und dem Nazi-Zoologen Heck im Film übertrieben dargestellt sei. Die Wandzeichnungen der versteckten Juden habe es in Wirklichkeit nicht gegeben. Abgesehen von diesen Details, die, da es sich um keinen Dokumentarfilm handele, gewissermaßen gerechtfertigt seien, ist der Film laut Żabińskis Tochter in seiner Aussage sehr zutreffend.

## Rezeption
Katja Iken erzählt in einem Artikel bei Spiegel Online anlässlich des Films die wahre Geschichte der Żabińskis und sieht bei der Buchautorin Ackerman und der Regisseurin Caro „das Verdienst, eine nahezu vergessene Geschichte publik gemacht zu haben[, die] von außergewöhnlicher Chuzpe zeugt“. Oliver Armknecht schreibt in seiner Kritik bei film-rezensionen.de, der Film sei „bei der Hauptfigur wie auch der Handlung zu brav und ängstlich, um die verdiente emotionale Wucht zu entwickeln“. Stephen Holden ist in seiner Rezension bei der New York Times noch kritischer. Er betrachtet den Film als „Disney-Version des Holocaust“ und bemängelt die fehlende Dramatik: „Nicht ohne Momente des Terrors und der Verzweiflung, untergräbt das gemächliche Timing des Drehbuchs ihre dramatische Wirkung.“